# Langon (Ille-et-Vilaine)
Langon (bretonisch Landegon) ist eine französische Gemeinde mit 1393 Einwohnern (Stand 1. Januar 2022) im Département Ille-et-Vilaine in der Region Bretagne.

## Geografie
Langon liegt rund 20 Kilometer nordwestlich von Redon in einer Flussschleife der Vilaine, etwa einen Kilometer vom Fluss entfernt.
Der Ort hat einen Bahnhof an der Bahnstrecke Rennes–Redon.

## Geschichte
In Langon befinden sich die Reste einer Steinreihe der Megalithkultur. Diese Kultstätte nennt sich Demoiselles de Langon. Die Sage spricht von 28 Mädchen, die anstatt zur Kirche zum Tanz gegangen waren und zur Strafe versteinert wurden.

### Bevölkerungsentwicklung
| Jahr                       | 1962 | 1968 | 1975 | 1982 | 1990 | 1999 | 2008 | 2017 |
| Einwohner                  | 1342 | 1415 | 1141 | 1214 | 1261 | 1281 | 1440 | 1421 |
| Quellen: Cassini und INSEE |      |      |      |      |      |      |      |      |

## Sehenswürdigkeiten
- Demoiselles de Langon (Monument historique)
- Kapelle Sankt Agathe im romanischen Stil (Monument historique)
- Kirche Saint-Pierre-Saint-Paul (Monument historique)
- Brücke von Port-de-Roche über die Vilaine, gestiftet von Napoléon III. und seiner Gattin Eugenie, deren Initialen die Brücke zieren

Siehe auch: Liste der Monuments historiques in Langon (Ille-et-Vilaine)

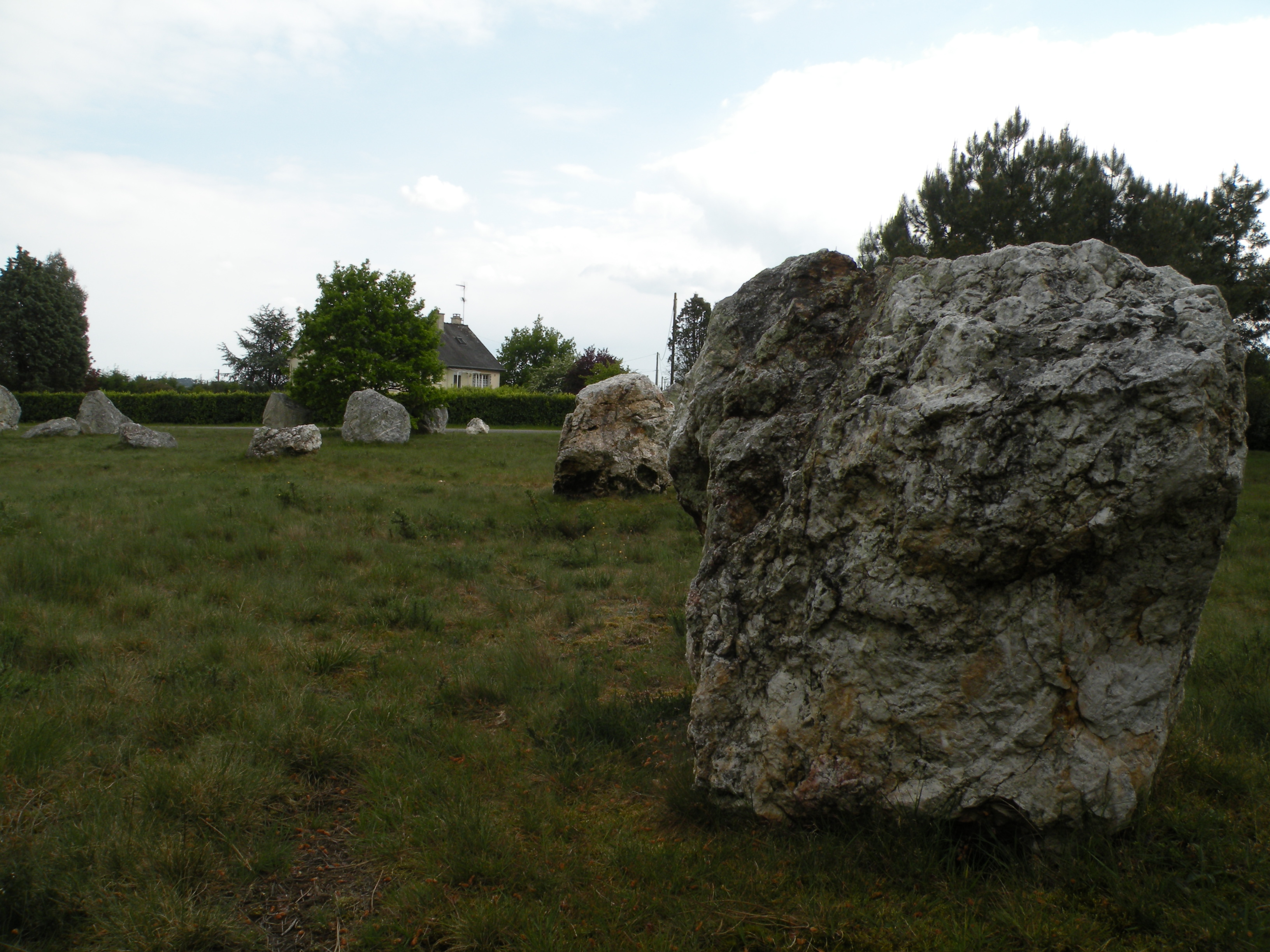
Demoiselles de Langon
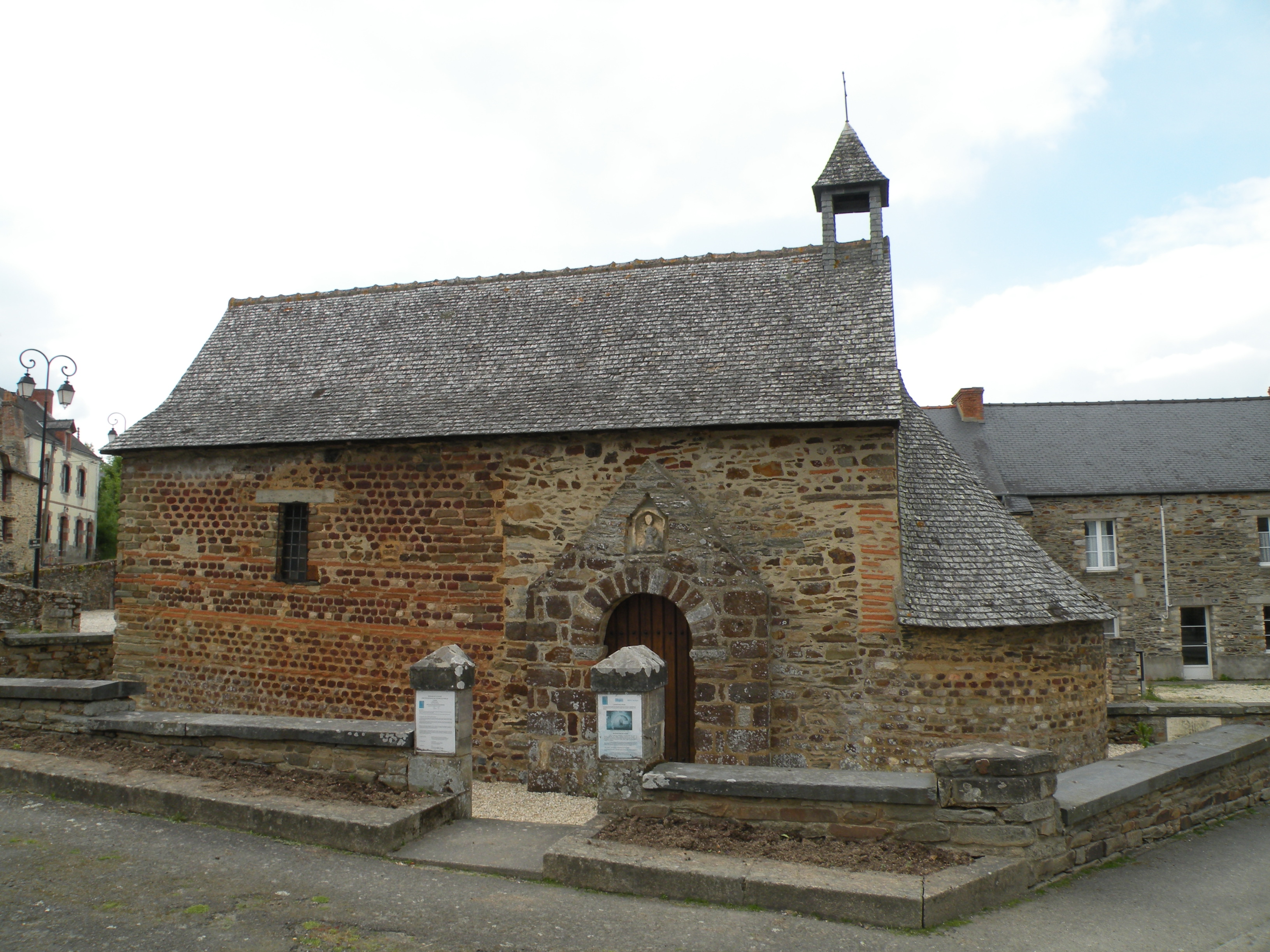
Kapelle Sankt-Agathe
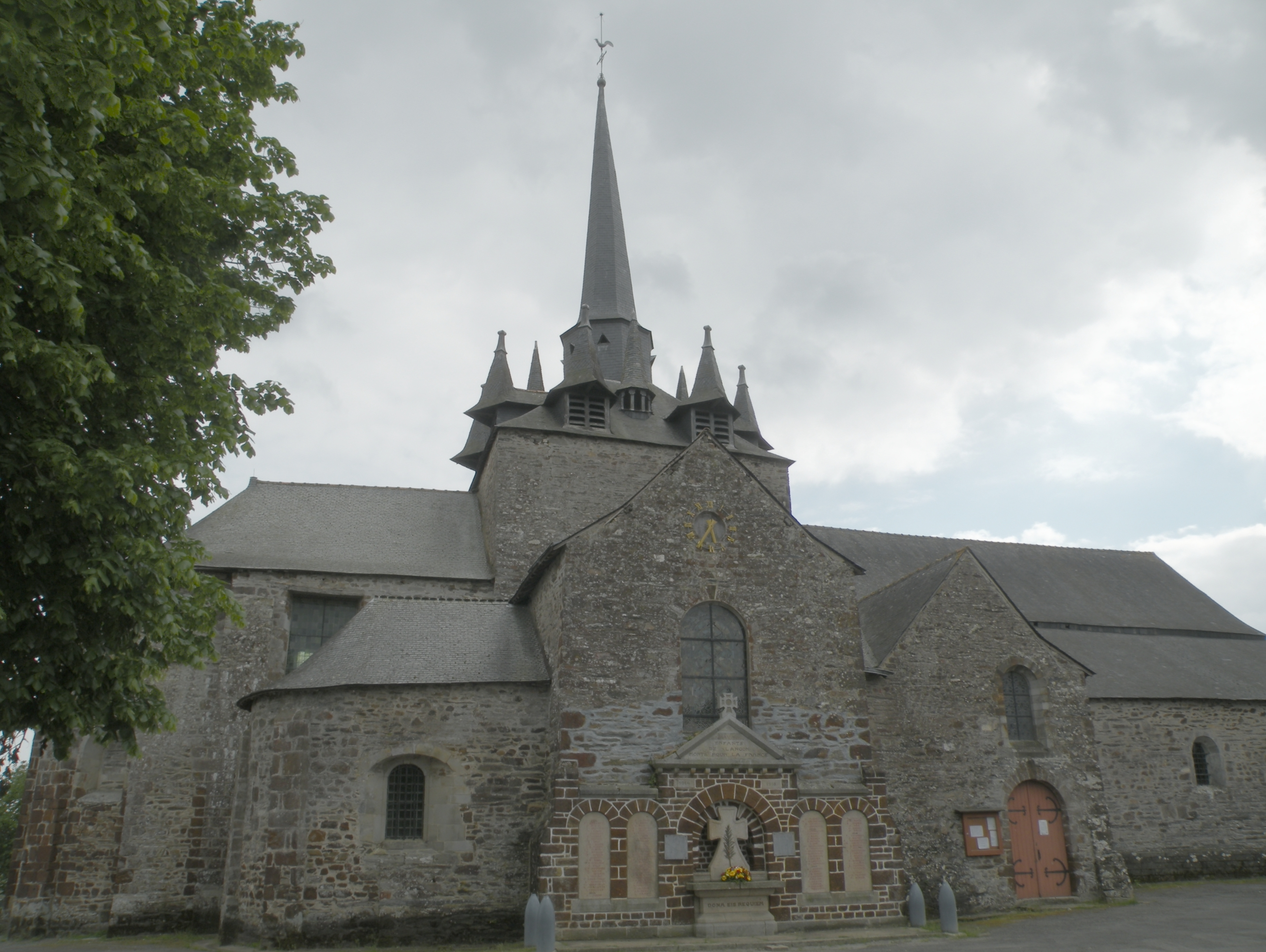
Kirche Saint-Pierre-Saint-Paul
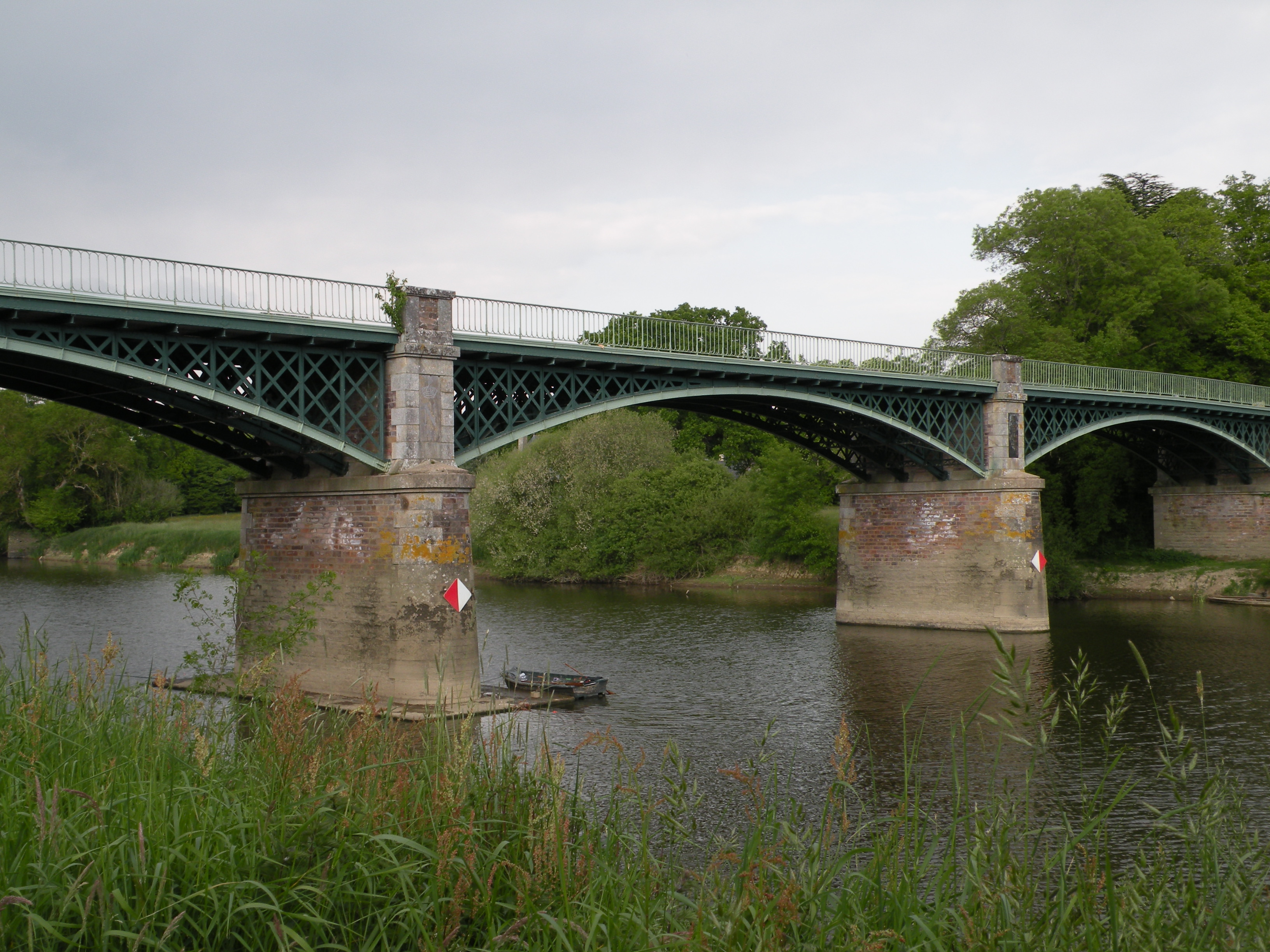
Brücke von Port-de-Roche